# Whoopi Goldbergová
Whoopi Goldbergová, původním jménem Caryn Elaine Johnson (* 13. listopadu 1955, New York, USA) je americká herečka, komička, zpěvačka a scenáristka, držitelka Oscara, Emmy, Grammy, Tony Award, Saturn Award a Zlatého glóbu.

## Mládí
Narodila se roku 1955 v New Yorku do rodiny ošetřovatelky a učitelky Emmy a kněze Roberta Jamese mladšího. Whoopi popisuje svoji matku jako "vážnou, silnou a moudrou ženu".

## Kariéra
Hrát začala již v osmi letech - zpívala v muzikálech jako Jesus Christ Superstar, Vlasy nebo Pippin.[zdroj?] V této době se vdala, stala se závislou na heroinu.[zdroj?] Ze závislosti se sice dostala, ta ale způsobila její rozvod.[zdroj?]
V roce 1974 se rozhodla spolu s dcerou odejít z New Yorku do Los Angeles.[zdroj?] Tam si změnila jméno a vystřídala několik zaměstnání a zároveň hrála menší divadelní role. Židovské příjmení Goldberg jí podle její matky mělo usnadnit vstup do Hollywoodu. Začala silně uplatňovat svůj smysl pro humor a díky tomu ji dostal režisér Mike Nichols na Broadway. Tam si jí zase všiml Steven Spielberg a obsadil ji do filmu Purpurová barva – za ten získala Zlatý glóbus a nominaci na Oscara a stala se z ní tak úspěšná herečka.
Začala se objevovat v televizních sitcomech a točila jeden film za druhým, většinou se však jednalo o neúspěšné filmy. Velkým úspěchem se stal v roce 1990 film Duch s Patrickem Swayzem a Demi Mooreovou, za který získala Oscara (Premiere Magazine označil její postavu jménem Oda Mae Brownová 95. nejlepší filmovou postavou všech dob[zdroj?]). Její hvězdný status potvrdila i úspěšná komedie Sestra v akci, za jejíž pokračování dostala celkem 8 milionů dolarů. V letech 1994, 1996, 1999 a 2002 také uváděla předávání Oscarů, což bylo potvrzením jejího postavení v Hollywoodu. Zároveň byla první Afroameričankou, která předávání uváděla. V roce 2007 se stala spolumoderátorkou úspěšné americké talk show The View.

## Filmografie (výběr)
| Rok       | Film/seriál                                     | Role                                           | Poznámky |
| --------- | ----------------------------------------------- | ---------------------------------------------- | --- |
| 1982      | Citizen                                         |                                                | |
| 1985      | Purpurová barva                                 | Celie Johnson                                  | Zlatý glóbus v kategorii Nejlepší herečka v dramatu nominace na Oscara v kategorii Nejlepší herečka                                                                     |
| 1986      | Měsíční svit                                    | Camille Brand                                  | 1 epizoda |
| 1986      | Jumpin' Jack Flash                              | Terry Dolittle                                 | |
| 1987      | Lupička                                         | Bernice 'Bernie' Rhodenbarr                    | 1 epizoda |
| 1987      | Osudná droga                                    | Rita Rizzoli                                   | |
| 1988      | The Telephone                                   | Vashti Blue                                    | nominace na Zlatou malinu v kategorii Nejhorší herečka |
| 1988      | Klářino srdce                                   | Clara Mayfield                                 | |
| 1988-1993 | Star Trek: Nová generace                        | Guinan                                         | 28 epizod |
| 1989      | CBS Schoolbreak Special                         | Mariah Johnston                                | 1 epizoda |
| 1989      | Kiss Shot                                       | Sarah Collins                                  | |
| 1989      | Homer a Eddie                                   | Eddie Cervi                                    | |
| 1990      | Duch                                            | Oda Mae Brownová                               | Oscar v kategorii Nejlepší herečka ve vedlejší roli cena BAFTA v kategorii Nejlepší herečka ve vedlejší roli Zlatý glóbus v kategorii Nejlepší herečka ve vedlejší roli |
| 1990      | Dlouhá cesta domů                               | Odessa Cotter                                  | |
| 1990-1991 | Bagdad Cafe                                     | Brenda                                         | 15 epizod |
| 1990-1992 | Captain Planet and the Planeteers               | Gaia                                           | 56 epizod |
| 1991      | A Different World                               | Dr. Jordan                                     | 1 epizoda |
| 1991      | Bublifuk                                        | Rose Schwartz                                  | |
| 1991      | House Party 2                                   | profesorka                                     | nebyla uvedena v titulcích |
| 1992      | Hráč                                            | detektiv Averyová                              | |
| 1992      | Sestra v akci                                   | Deloris Van Cartierová / sestra Marie Clarence | nominace na Zlatý glóbus v kategorii Nejlepší herečka v komedii nebo muzikálu                                                                                           |
| 1992      | Sarafina!                                       | Mary Masembuko                                 | |
| 1993      | Nahý v New Yorku                                | maska na zdi divadla                           | |
| 1993      | Nabitá zbraň 1                                  | Billy York                                     | nebyla uvedena v titulcích |
| 1993      | Made in America                                 | Sarah Matthews                                 | |
| 1993      | Sestra v akci 2                                 | Deloris Van Cartierová / sestra Marie Clarence | |
| 1993      | A Cool Like That Christmas                      | máma / Irwin                                   | dabing |
| 1994      | Lví král                                        | Shenzi                                         | dabing |
| 1994      | Malí uličníci                                   | Buckwheatova máma                              | |
| 1994      | Corrina, Corrina                                | Corrina Washington                             | |
| 1994      | Star Trek: Generace                             | Guinan                                         | nebyla uvedena v titulcích |
| 1994      | Vládce knih                                     | Fantazie                                       | dabing |
| 1995      | Klauni                                          | zdravotní sestra                               | nebyla uvedena v titulcích |
| 1995      | Dámská jízda                                    | Jane                                           | |
| 1995      | Valentino                                       | Sylvie Morrow                                  | |
| 1995      | Theodore Rex                                    | Katie Coltrane                                 | nominace na Zlatou malinu v kategorii Nejhorší herečka |
| 1995-1997 | Happily Ever After: Fairy Tales for Every Child |                                                | 2 epizody, dabing |
| 1996      | Eddie                                           | Edwina 'Eddie' Franklin                        | nominace na Zlatou malinu v kategorii Nejhorší herečka |
| 1996      | Povídky ze záhrobí: Upíří nevěstinec            | pacientka v nemocnici                          | nebyla uvedena v titulcích |
| 1996      | Přelud                                          | Harriet Franklin                               | nominace na Zlatou malinu v kategorii Nejhorší herečka |
| 1996      | Spiklenci                                       | Laurel Ayres                                   | |
| 1996      | Duch minulosti                                  | Myrlie Evers                                   | |
| 1997      | Vánoční koleda                                  | duch současných Vánoc                          | |
| 1997      | Tracey Takes On...                              | Bůh                                            | 1 epizoda |
| 1997      | Za soumraku                                     | sestra Myrna                                   | |
| 1997      | Destination Anywhere                            | Cabbie                                         | |
| 1997      | Mother Goose: A Rappin' and Rhymin' Special     | matka Gooseberg                                | |
| 1997      | Popelka                                         | královna Constantina                           | |
| 1997      | Jak dobýt Hollywood...                          | sebe                                           | nominace na Zlatou malinu v kategorii Nejhorší pár (s kýmkoli dalším, kdo byl na plátně)                                                                                |
| 1998      | Alegría                                         | Baby Clown                                     | |
| 1998      | Saturday Night Live                             | The Iceberg                                    | 1 epizoda, dabing |
| 1998      | Chůva k pohledání                               | Edna                                           | 1 epizoda |
| 1998      | How Stella Got Her Groove Back                  | Delilah Abraham                                | |
| 1998      | Rudolf                                          | Stormella                                      | dabing |
| 1998      | Lumpíci                                         | Ranger Margaret                                | dabing |
| 1998      | Rytířem na hradě Camelot                        | Dr. Vivien Morgan                              | |
| 1998      | Doktoři z L.A.                                  | sebe                                           | 1 epizoda |
| 1999      | Our Friend, Martin                              | Mrs. Peck                                      | |
| 1999      | Alenka v říši divů                              | Cheshire Cat                                   | |
| 1999      | Ztraceni v moři                                 | Candy Blissová                                 | |
| 1999      | Jackie's Back!                                  | Ethyl Washington Rue Owens                     | |
| 1999      | Kouzelná země skřítků                           | The Grand Banshee                              | |
| 1999      | Narušení                                        | Valerie Owens                                  | |
| 2000      | Dobrodružství Rockyho a Bullwinkla              | soudkyně Cameo                                 | |
| 2000      | More Dogs Than Bones                            | Cleo                                           | |
| 2000      | Křižovatky medicíny                             | Dr. Lydia Emerson                              | 4 epizody |
| 2001      | Kauza: Dítě                                     | Terry Harrison                                 | |
| 2001      | Přichází království nebeské                     | Raynelle Slocumb                               | |
| 2001      | Opoparchant                                     | Smrt                                           | |
| 2001      | Milionový závod                                 | Vera Bakerová                                  | |
| 2001      | The Hollywood Sign                              |                                                | |
| 2001      | Veselé Vánoce, Santa Clausi                     | Lucy Cullins                                   | |
| 2002      | Madeline: My Fair Madeline                      | slečna Clavel                                  | dabing |
| 2002      | Vánoční příběh                                  | Danielova šéfová                               | |
| 2002      | Star Trek: Nemesis                              | Guinan                                         | nebyla uvedena v titulcích |
| 2002      | Naprosto dokonalé                               | Goldie                                         | 1 epizoda |
| 2002-2003 | Liberty's Kids: Est. 1776                       | Deborah Samson / Robert Shurtleff              | 38 epizod |
| 2003      | Noví sousedé                                    | Mabel Spader                                   | |
| 2003      | Stella                                          | Stella                                         | |
| 2003      | Freedom: A History of Us                        | Harriet Tubman / Lucy Parsons / Millie Freeman | 5 epizod |
| 2003      | Sláva jen pro mrtvé                             | sebe                                           | |
| 2003-2004 | Whoopi                                          | Mavis Rae                                      | 15 epizod |
| 2004      | Littleburg                                      | starostka Whoopi                               | |
| 2004      | Lví král 3: Hakuna Matata                       | Shenzi                                         | dabing |
| 2004      | Pinocchio 3000                                  | Cyberina                                       | dabing |
| 2004      | Supersmradi - Malí Géniové 2                    | sebe                                           | |
| 2005      | Rychlý Stripes                                  | Franny                                         | dabing |
| 2005      | Bear in the Big Blue House                      |                                                | 1 epizoda |
| 2006      | Holky jdeme na to aneb putování tučňáků         | Helen                                          | dabing |
| 2006      | Doogal                                          | Ermintrude                                     | dabing |
| 2006      | So noTORIous                                    | Mama Belle                                     | 1 epizoda |
| 2006      | Zákon a pořádek: Zločinné úmysly                | Chesley Watkins                                | 1 epizoda |
| 2006      | Hluboko pod kůží                                | Thelma                                         | |
| 2006      | Malý zázrak                                     | Darlin'                                        | dabing |
| 2006      | Everybody Hates Chris                           | Louise Clarkson                                | 2 epizody |
| 2007      | I.Q.: Génius                                    | máma                                           | |
| 2007-2009 | Studio 30 Rock                                  | sebe                                           | 2 epizody |
| 2008      | Sněžní přátelé                                  | slečna Mittens                                 | dabing |
| 2008      | Vincentův svět                                  | sebe                                           | 1 epizoda |
| 2008      | Polda z Marsu                                   | bratr Lovebutter                               | 1 epizoda |
| 2008      | Letters to Santa: A Muppets Christmas           | řidička taxi                                   | |
| 2009      | Uklízeč                                         | Paulina Kmec / Paulina 'PK' Kmec               | 3 epizody |
| 2009      | Madea Goes to Jail                              | sebe                                           | |
| 2010      | Toy Story 3: Příběh hraček                      | Stretch                                        | dabing |
| 2010      | For Colored Girls                               | Alice                                          | |
| 2010      | Nashledanou v září                              | Lindsayina terapeutka                          | nebyla uvedena v titulcích |
| 2011      | Malý kousek nebe                                | Bůh                                            | |
| 2011      | The Little Engine That Could                    | Tower                                          | dabing |
| 2011      | Na slovíčko s básničkou                         | vypravěč                                       | |
| 2012      | Glee                                            | Carmen Tibideaux                               | 5 epizod |
| 2012      | The Contradictions of Fair Hope                 |                                                | |
| 2012      | Průměrňákovi                                    | Jane Marsh                                     | 1 epizoda |
| 2012      | Zajatci předměstí                               | Yakult                                         | 1 epizoda |
| 2012      | Robot Chicken                                   | více rolí                                      | 1 epizoda |
| 2012      | 666 Park Avenue                                 | Maris Elder                                    | 1 epizoda |
| 2013      | Sensitive Men                                   | duchovní vůdce                                 | |
| 2014      | Želvy Ninja                                     | Bernadette Thompson                            | |
| 2015      | Delores & Jermaine                              | Delores                                        | |
| 2015      | Black Dog, Red Dog                              | Calliope                                       | |
| 2017      | A Very Sordid Wedding                           | Abernatha Coleman                              | |
| 2017      | 9/11                                            | Metzie                                         | |
| 2018      | Jedna za osmnáct, druhá bez dvou za dvacet      | Lola                                           | |
| 2018      | Furlough                                        | matka                                          | |
| 2022      | Star Trek: Picard                               | Guinan                                         | 2 díly |